# Rhusia strodruga
Rhusia strodruga är en insektsart som beskrevs av Irena Dworakowska 1981. Rhusia strodruga ingår i släktet Rhusia och familjen dvärgstritar. Inga underarter finns listade i Catalogue of Life.